# Pablo Urbanyi
 (juin 2021).
Si vous disposez d'ouvrages ou d'articles de référence ou si vous connaissez des sites web de qualité traitant du thème abordé ici, merci de compléter l'article en donnant les références utiles à sa vérifiabilité et en les liant à la section « Notes et références ».
Pablo Urbanyi est un écrivain de fiction hongrois - argentin - canadien, né en 1939 à Ipolyság (Hongrie) et mort le 27 avril 2024.

## Biographie
Pablo Urbanyi est né en Hongrie en 1939. 
Il émigre vers l’Argentine à l’âge de huit ans. À Buenos Aires, il exerce les métiers les plus divers : libraire, vendeur de tapis, serveur, journaliste, comédien et metteur en scène. Sa première œuvre publiée, une collection de nouvelles réunies sous le titre Nuit de révolutionnaires, paraît en 1972.
En 1975, Pablo Urbanyi travaille comme rédacteur au cahier culturel du journal La Opinión, mais en 1977 il doit quitter l’Argentine à cause de la terreur et de la violence instaurées par le coup d’État et la dictature militaire. Il s’installe alors au Canada, où il écrit le roman Nulle part (En ninguna parte), paru en 1981 et traduit en anglais et en français. En 1988, il publie Un peu de tout, rien de beaucoup (De todo un poco de nada mucho). En 1992, il présente une collection de nouvelles écrites en hongrois, A hagyaték. Cette même année apparurent son roman Naître une deuxième fois (Nacer de nuevo) et la traduction française de son polar Un revolver pour Mack. 
En 1993, Pablo Urbanyi est finaliste au grand prix littéraire Planeta de Argentina, avec son roman Être ou ne pas être, publié en 1994 sous le titre Silver.
Pablo Urbanyi meurt le 27 avril 2024.

## Vie en Argentine
L’Argentine est le pays où Pablo Urbanyi assimile sa deuxième langue maternelle, l’espagnol. Après avoir décroché un diplôme de bachelier, Urbanyi cherche sa vocation dans plusieurs disciplines universitaires, sans pour autant en achever aucune. Son obsession pour la lecture et son ambition de devenir écrivain l’éloignèrent alors de celles-ci.
À l’école secondaire, Pablo Urbanyi rencontre le poète argentin Roberto Juarroz, qui sera son guide et son mentor pendant de longues années. Juarroz initie Urbanyi à l’histoire de la littérature et à ses grands représentants, des classiques grecs à Dante Alighieri et Cervantes, dont la satire aura plus tard une grande influence sur son style. Parmi les autres auteurs qui ont influencé les œuvres d’Urbanyi, on retrouve notamment Swift, Joyce, Proust, et le roman Le Brave Soldat Chvéïk de Jaroslav Hašek, une référence fondatrice dans l’œuvre satirique d’Urbanyi. Mais l’influence la plus claire vient peut-être de l’écrivain autrichien Robert Musil.
Le coup d’État de 1976 instaure un climat de terreur en Argentine. La persécution des intellectuels, artistes et militants force Pablo Urbanyi à s’exiler au Canada.

## Vie au Canada
Pablo Urbanyi arrive au Canada en 1977. Il devient professeur d’espagnol, un poste pour lequel il n’avait jamais étudié. Urbanyi donne des cours à l’Université d’Ottawa et au Ministère des Affaires étrangères et du Commerce international du Canada, un endroit où il écrira plusieurs de ses romans. 
En plus d’être finaliste du grand prix littéraire Planeta de Argentina en 2004, Urbanyi reçoit le Prix de l’expression littéraire du Latin American Achievement Awards la même année et plusieurs autres prix et distinctions au Canada. Dans sa ville natale, Ipolyság, Urbanyi est déclaré « citoyen d’honneur ».
Comme invité, Pablo Urbanyi a donné des conférences dans plusieurs universités européennes et américaines. Ses contes et micronouvelles ont été publiés dans de revues spécialisées des deux côtés de l’océan. La plupart de ses romans ont été traduits en anglais, en français et en hongrois.

## Œuvres
(Titres originaux en espagnol)
- Noche de revolucionarios (recueil de nouvelles - 1972)
- Un revolver para Mack (roman - 1975)
- En ninguna parte (roman - 1981)
- De todo un poco de nada mucho (trilogie - 1987)
- Nacer de nuevo (recueil de nouvelles - 1992)
- Silver (roman - finaliste Prix Planeta - 1994)
- Puesta de sol (roman - 1997)
- 2058, en la Corte de Eutopía (roman - 1999)
- Una epopeya de nuestros tiempos (roman - 2004)
- El zoológico de Dios (roman - 2006)
- El número 125 (roman - 2008)
- El zoológico de Dios II (roman - 2010)
- La palabra (roman -2013)
- Cuentos desagradables (recueil de nouvelles -2013)